# Andrea Conti
Blahoslavený Andrea Conti (asi 1235, Anagni – 1. února 1302, Piglio) byl italský řeholník a františkán.

## Život
Narodil se v rodině papeže Alexandra IV., Stefanovi, bratrovi tohoto papeže. Jeho sestra Emilia byla matkou Benedetta Caetaniho, poté papeže Bonifáce VIII.
Po jeho teologických studií vstoupil do františkánského konventu svatého Vavřince v Pigliu, ale přitahovalo ho poustevnictví. Požádal představeného a dostal povolení žít v samotě v jeskyni nedaleko Monte Scalambra.
Bonifác VIII., synovec Andrei, ho chtěl jmenovat kardinálem, ale on odmítl, protože raději zůstal ve své poustevně v ustavičné modlitbě.
Zemřel 1. února 1302 ve své poustevně a jeho tělo bylo pohřbeno v kostele svatého Vavřince. Jeho kult byl schválen 11. prosince 1724 papežem Inocencem XIII. Jeho svátek katolická církev slaví 1. února a františkáni 3. února.
Během 2. světové války byl jeho hrob poškozen bombardováním ze dne 12. února 1944, oprava a průzkum ostatků proběhly 8. února 1945.